# غلوكوسيريبروزيد

غلوكوز

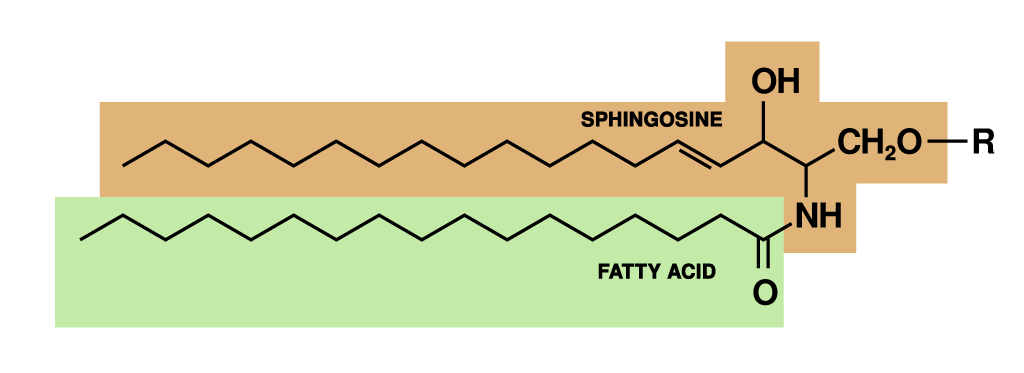
شحميات سفينجولية

غلوكوسيريبروزيد أو غلوكوسربروسيد (بالإنجليزية: Glucocerebroside)‏ ويُسمى أيضًا غلوكوسيلسيراميد (بالإنجليزية: Glucosylceramide)‏ هو أيُ سيريبروزيد يكون فيه الغلوكوز هو مجموعة رأس السكر الأحادي.

## الأهمية السريرية
في داء غوشيه، يكون هناك خللٌ وظيفي في إنزيم غلوكوسيريبروزيداز [الإنجليزية]، حيثُ لا يمكنه تفكيك الغلوكوسيريبروزيد إلى غلوكوز وسيراميد في الجسيمات الحالة. تُسمى الخلايا البلعمية الكبيرة المتضررة بخلايا غوشيه، وهي تمتلك مظهرًا مميزًا مشابهٌ للمناديل الورقية المجعدة تحت المجهر الضوئي؛ وذلك لأنَّ الركائز تتراكم داخل الجسيم الحال.

## روابط خارجية
- Glucocerebrosides في المكتبة الوطنية الأمريكية للطب نظام فهرسة المواضيع الطبية (MeSH).